# واسب-18b
WASP-18b (بالإنجليزية: WASP-18b)‏ الذي يرمز له بالرمز HD 10069b، هو كوكب خارج المجموعة الشمسية، في كوكبة العنقاء، يتبع WASP-18 ‏.

## الاكتشاف
اكتشف في 27 أغسطس 2009.